# 雅科夫列沃区
雅科夫列沃区（俄语：Яковлевский район）是俄罗斯联邦别尔哥罗德州下辖的一个区，其行政中心为斯特罗伊捷利。据2016年统计，该区的人口为57331人。